# Товт, Алексей Георгиевич
Алекси́й Гео́ргиевич Товт (русин. Алексѣй Григорович Товт, англ. Alexis Toth, святой праведный Алекси́й Уилкс-Баррейский, англ. Saint Alexis of Wilkes-Barre; 18 марта 1854, Кобылнице, Королевство Венгрия, Австрийская империя — 24 апреля (7 мая) 1909, Уилкс-Барре, Пенсильвания, США) — протопресвитер Русской православной церкви в США, один из наиболее значимых американских православных миссионеров.
Канонизирован Православной церковью в Америке (память совершается 7 мая) и Львовской епархией Украинской православной церкви (память — в третью неделю по Пятидесятнице, в Соборе Галицких святых). Почитается как исповедник и защитник Православия в Северной Америке.

## Биография

### Семья
Родился в русинской семье грекокатолического священника Георгия Товта и его супруги Цецилии близ Прешова, находившегося в то время на территории Венгрии в Австрийской империи. Точное место рождения не известно, хотя по некоторым данным им могла быть деревня Кобылнице, комитат Шарош (ныне район Свидник, Прешовский край, Словакия). Крещён в приходе деревни Ольшавица, комитат Сепеш (ныне район Левоча, Прешовский край, Словакия).
Брат Алексея стал грекокатолическим священником, а дядя Николай был униатским епископом Прешова.

### Образование
Начальное образование получил в местной школе и в восьмиклассной гимназии в Прешове, прошёл военную службу, учился в течение года в римско-католической семинарии в Эстергоме, закончил грекокатолическую семинарию в Ужгороде и богословский факультет в Прешовском университете. За время учёбы выучил несколько языков (знал русинский, венгерский, русский, немецкий, латинский, отчасти греческий).

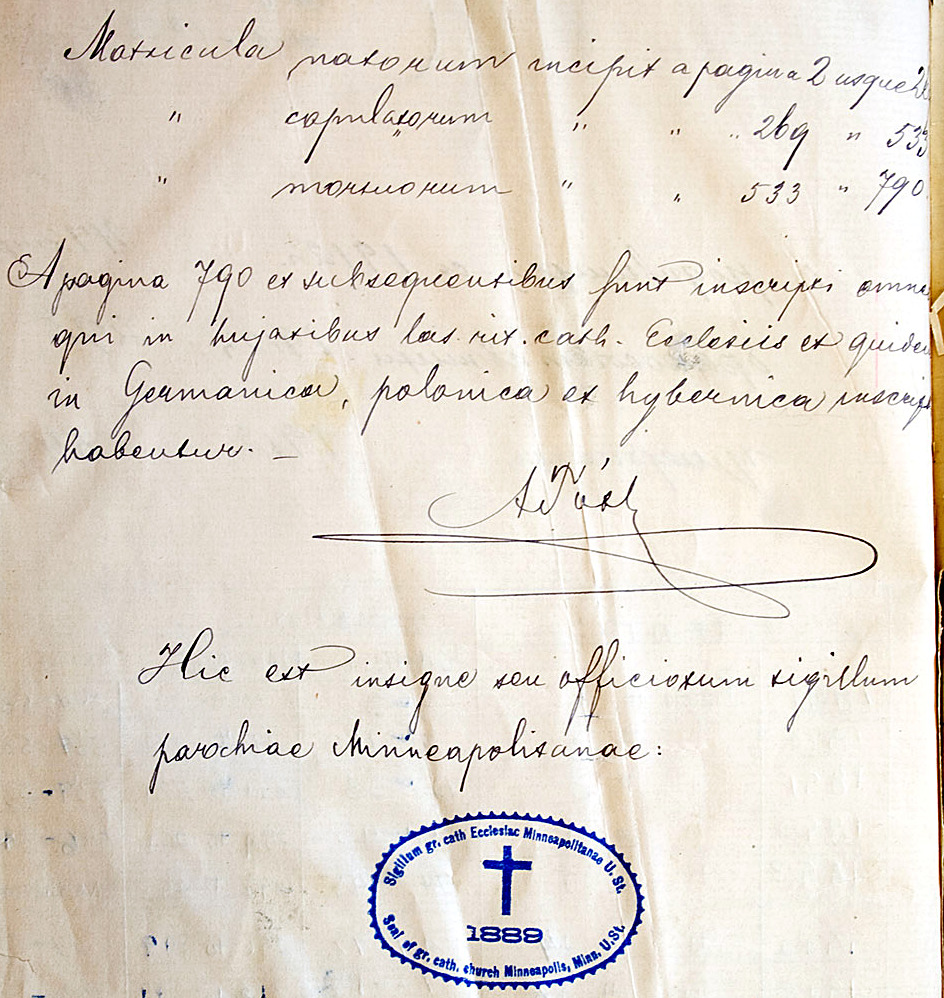
Автограф отца Алексия Товта

— Есть ли у вас жена?
— Нет.
— Но была?
— Да, я вдовец...
— Я уже послал протест в Рим, чтобы мне сюда таких священников не присылали...
— Каких священников вы имеете в виду?
— Таких как вы!
— Но я католический священник греческого обряда, я — униат и был рукоположён законным католическим епископом...
— Я ни вас, ни того епископа не считаю католиками, да и нет у меня необходимости здесь в грекокатолических священниках. Достаточно того, что в Миннеаполисе есть польский ксёндз, который может быть священником и для греков...

### Служение в Грекокатолической церкви
По окончании семинарии женился на дочери священника Розалии Михайлич. 18 апреля 1878 года был рукоположён своим дядей епископом Прешовским Николаем Товтом в сан священника. Через год овдовел.
В мае 1879 года назначен секретарём Прешовского епископа, заведующим епархиальной канцелярией и приютом для сирот. В 1881 году стал ректором грекокатолической семинарии в Прешове и профессором кафедры канонического права и церковной истории.
В ноябре 1889 года в ответ на запрос от грекокатолического прихода святой Марии из американского города Миннеаполиса (штат Миннесота) был направлен епископом Прешовским Иоанном Валием в США. Римско-католический архиепископ Джон Айрленд, в епархии которого находился грекокатолический приход, был сторонником американизации и унификации обряда Католической церкви в Америке, а также негативно относился к женатому священству, нелатинскому богослужению и к униатству как таковому. При встрече с отцом Алексием он отказал ему в праве служить на приходе, сославшись на то, что нужды униатского прихода в Миннеаполисе может удовлетворить соседний польский приход.

### Переход в православие

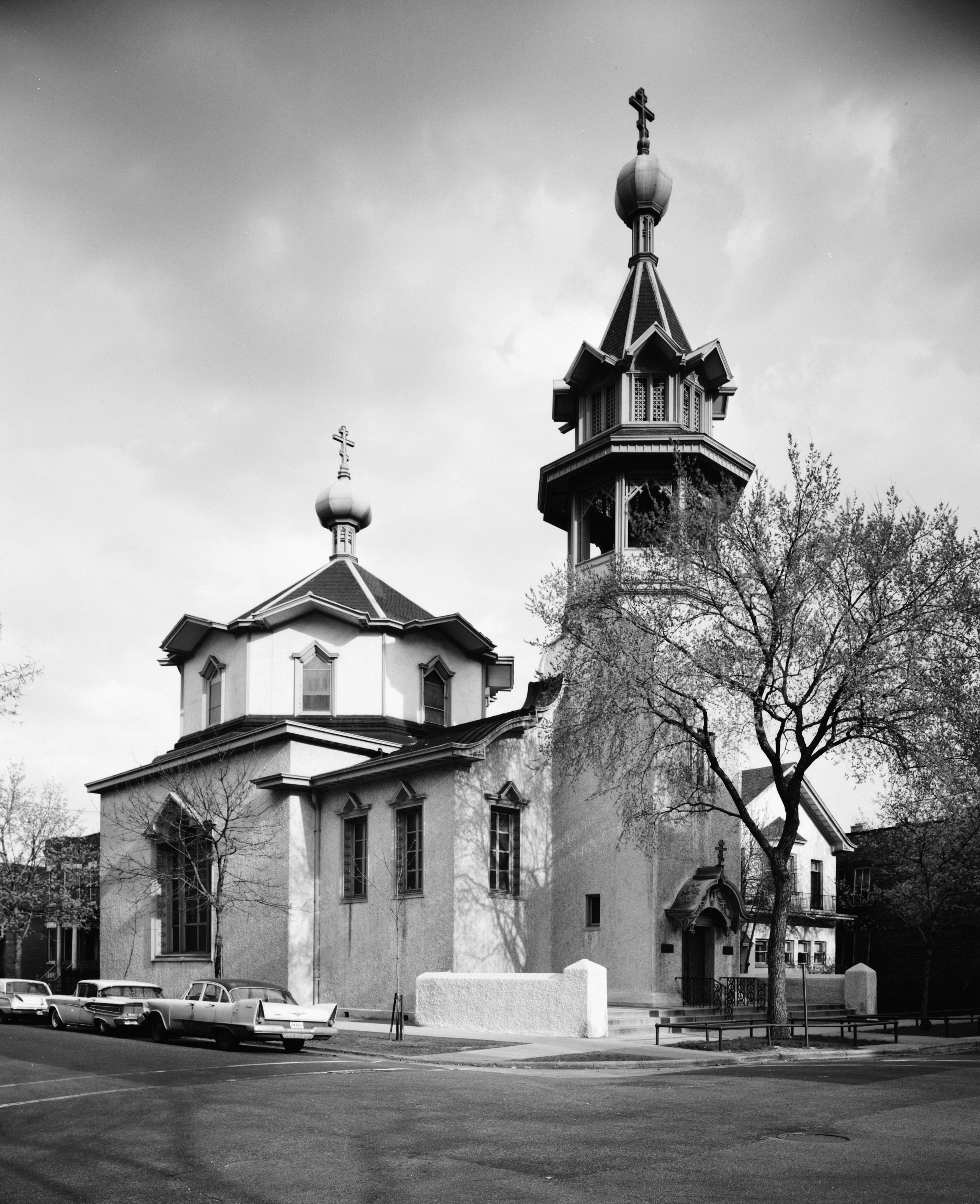
Троицкая церковь Владимирского прихода в Чикаго, где служил святой Алексий в 1891—1895 годах. Здание церкви построено в 1902—1903 годах архитектором Луисом Салливаном попечением священномученика Иоанна Кочурова, настоятеля прихода в 1895—1906 годах. Фото 1965 года

Отец Алексий установил связь с другими грекокатолическими священниками, служившими в США и испытывавшими подобную дискриминацию со стороны римско-католического клира. В октябре 1890 года восемь из десяти американских священников грекокатолического обряда собрались в приходе города Уилкс-Барре (штат Пенсильвания). Они решили обратиться за поддержкой к грекокатолическим епископам, которые направили их на служение в США. Отец Алексий написал епископу Прешовскому. Однако переписка с ним не помогла пастве униатской общины. Архиепископ Джон Айрленд разместил в соседнем с грекокатолическим польском приходе заявление, что он не признаёт отца Алексия ни католиком, ни священником. Грекокатолики обратились за помощью в Рим, но получили предписание о возвращении своих священников в Старый Свет.
Узнав о таком распоряжении из Рима, отец Алексий созвал приходское собрание, где верующие предложили обратиться к православному епископу:

Когда я всё это увидел и услышал, тогда решился на то, что давно уже жило в моём сердце, из-за чего душа болела у меня… быть православным… но как же?… Нужно быть очень осторожным. Та несчастная уния — начало упадка и всего злого — очень прижилась у наших людей, 250 лет прошло, как это бремя на наши шеи возложили!… Я горячо молил Бога, чтобы Он мне дал помощь и силу просветить моих тёмных верных… В том деле помогли мне сами прихожане. Когда я созвал своих прихожан, объяснил им своё печальное положение и заявил, что остаётся только их покинуть, то некоторые из них заявили: — «нет, пойдём к русскому епископу, не вечно ж чужим кланяться!»
Оригинальный текст
Коли я все тое видѣлъ и слышалъ, тогда рѣшился на такое, которое у мене уже давно въ сѣрдце жило, за которымъ у мене душа болѣла… быти православнымъ… но якъ же?… Треба быти дуже осторожнымъ. Тая несчастная унія начало упадка и всего злого, дуже зажилась у нашихъ людей, 250 рокивъ пройшло якъ тое иго на наши шеи положили!… Я горячо молилъ Бога, чтобы Онъ менѣ далъ помощь и силу просвѣтити моихъ темныхъ вѣрниковъ… Въ томъ дѣлѣ помогли менѣ сами прихожане. Коли я скликалъ своихъ прихожанъ, объяснилъ имъ своё печальное положеніе и заявилъ, что остается лишень лишити ихъ, то декоторы изъ нихъ заявили: — «нѣтъ, пойдемъ къ русскому епископу, не вѣчно ж чужимъ кланятися»!

— Воспоминания отца А. Товта. По книге протоиерея Петра Коханика «Начало истории Американской Руси», с. 488
В феврале 1891 года в Сан-Франциско, где с 1872 года находился центр единственной на то время православной епархии Американского континента (Алеутской и Аляскинской епархии в составе Православной российской церкви), состоялась первая встреча отца Алексия Товта с русским епископом Владимиром (Соколовским-Автономовым). Через месяц епископ Владимир прибыл в Миннеаполис и 25 марта 1891 года присоединил отца Алексея со всем его приходом (361 или 405 чел.) к Православной церкви. 14 июля 1892 года Святейший синод Русской церкви официально подтвердил принятие отца Алексея с прихожанами в состав Алеутской и Аляскинской епархии. Епископ Владимир назначил отца Алексия благочинным и поручил ему также приход в Чикаго. Приход отца Алексия стал первым православным приходом на всём пространстве между Сан-Франциско и Нью-Йорком.
Первое время отцу Алексию и его прихожанам пришлось столкнуться с открытой религиозной и национальной враждой. Его обвиняли в продаже своей веры и русинского первородства «москалям» за деньги. Однако отец Алексей полтора года вообще не получал жалования от Синода из России и, чтобы содержать себя, вынужден был работать в пекарне. Тем не менее, переход общины отца Алексия в православие послужил примером для многих униатских общин в США и Канаде.

### Миссионерские труды

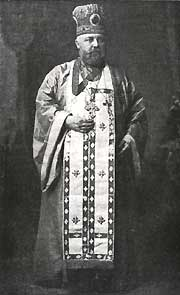
Отец Алексий Товт в митре

При приходе в Миннеаполисе была открыта школа, преобразованная через несколько лет в миссионерскую. К концу XX века община в Миннеаполисе стала крупнейшим православным приходом США, насчитывающим около тысячи прихожан.
В 1893—1909 годах отец Алексий был настоятелем церкви в Уилкс-Барре (штат Пенсильвания), ставшей центром его миссионерской деятельности среди униатов. Некоторое время занимал должность пенсильванского благочинного. По благословению правящих архиереев епископа Николая (Зиорова) (1891—1898), архиепископа Тихона (Беллавина) (1898—1907) и архиепископа Платона (Рождественского) (1907) проповедовал и вёл миссионерскую работу главным образом среди униатов-русинов. К 1898 году три униатских священника со своими общинами перешли в Православную церковь, а к 1909 году — более 17 общин и около 20 тысяч униатов. При деятельном участии отца Алексия печатались различные церковные издания.
В 1895 году для помощи вновь прибывшим в США иммигрантам, а также для консолидации разрозненных православных братств, отец Алексий инициировал создание Русского православного кафолического общества взаимопомощи (ROCMAS). Другими видными деятелями этого общества стали будущие священномученики Иоанн Кочуров и Александр Хотовицкий.

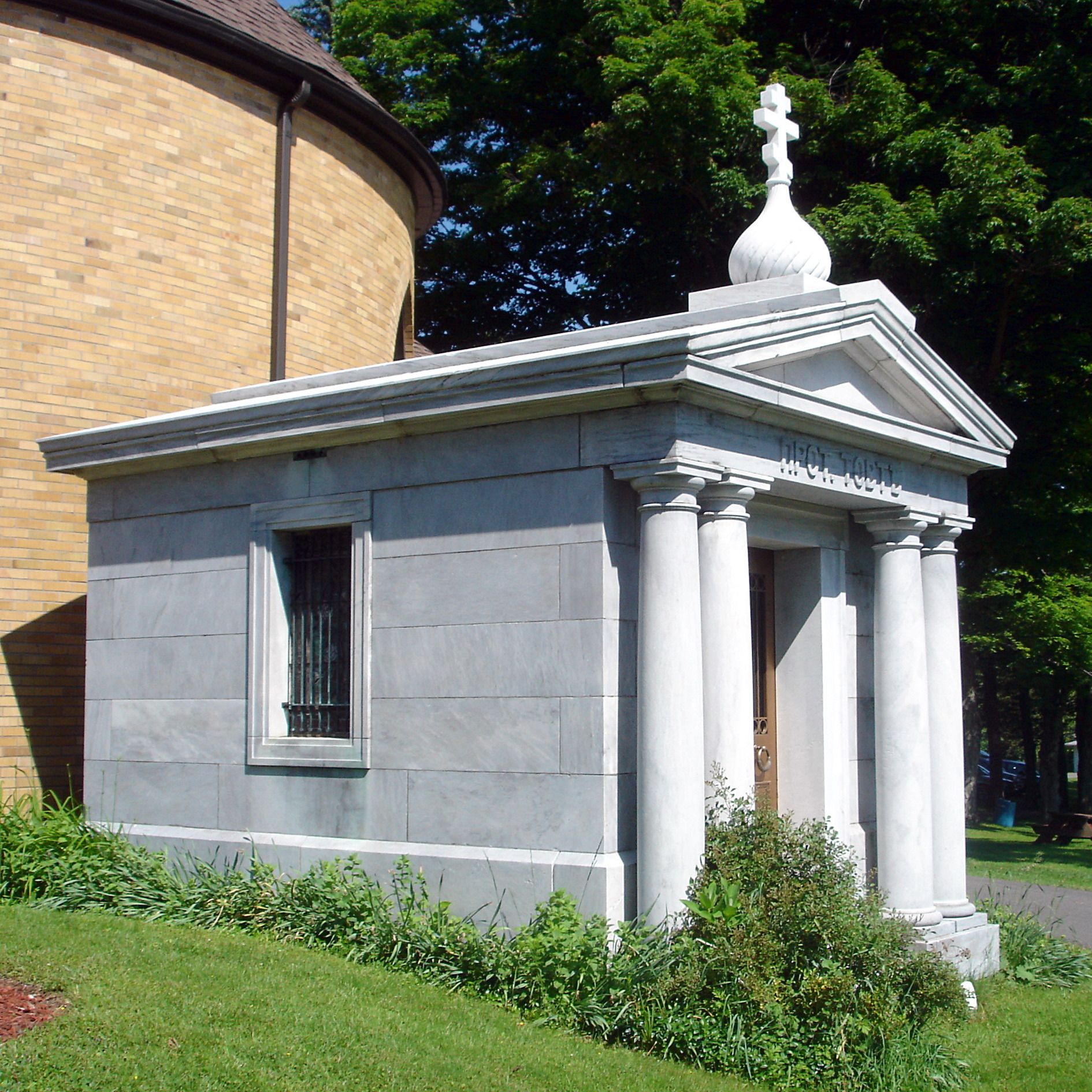
Склеп протоиерея Товта (1916)

Миссионерские труды отца Алексия не остались незамеченными в Русской православной Церкви, он был награждён всеми наградами, которые может получить священник, в том числе митрой от Святейшего Синода, орденами святого Владимира и святой Анны от императора, а в 1907 году святитель Тихон (Беллавин) предложил ему стать епископом Русской православной греко-кафолической Церкви в Америке для русинов, но он отказался, сославшись на преклонный возраст.
В 1909 году, незадолго до кончины, отец Алексий был возведён в сан протопресвитера. К концу 1908 года его здоровье стало ухудшаться, последние два месяца перед смертью он был прикован к постели и 24 апреля (7 мая) 1909 года скончался. Похоронен в Саут-Кейнане на кладбище старейшего на Американском континенте православного монастыря, построенного с его участием.

## Деятельность
В результате миссионерской деятельности протопресвитера Алексия Товта после его кончины, в период до Второй мировой войны, в Америке и на родине святого, в Словакии, в православие перешли сотни тысяч униатов (только в Америке около 250 тысяч). При этом, в Америке они сформировали около 300 православных приходов. Таким образом, наибольший рост Русской православной греко-кафолической церкви в Америке был связан с обращением грекокатоликов.
Поскольку переход святого Алексия в православную веру изначально был вызван конфликтом с католическим архиепископом Джоном Айрлендом, последнего в шутку называют «Отцом Православной Церкви в Америке», а движение по переходу в православие, которое охватило все слои униатов в Америке и длилось по некоторым оценкам с 1890 по 1914 года, — «движением Товта» или «схизмой Товта».

### Сочинения
При жизни святого Алексия изданы четыре книги его сочинений, статьи в Американском православном вестнике, газете «Свет» и других изданиях, содержащие объяснения истин православного вероучения, размышления о том, как славяне должны жить в Америке. Статьи и книги святого были написаны простым, понятным для русинов языком, с употреблением поговорок и шуток.
Самой известной книгой отца Алексия была «Где искать правду?» (англ. Where to Seek the Truth?), которая неоднократно переиздавалась на нескольких языках, служа для униатов православным катехизисом.

### Национальные взгляды
Отец Алексей был ярким носителем карпаторусского национального самосознания. Как и все русины своего времени, был воспитан в любви к русскому православию и называл свою веру русской. Считал унию насильственной, а её принятие — причиной упадка русинской культуры.

## Почитание

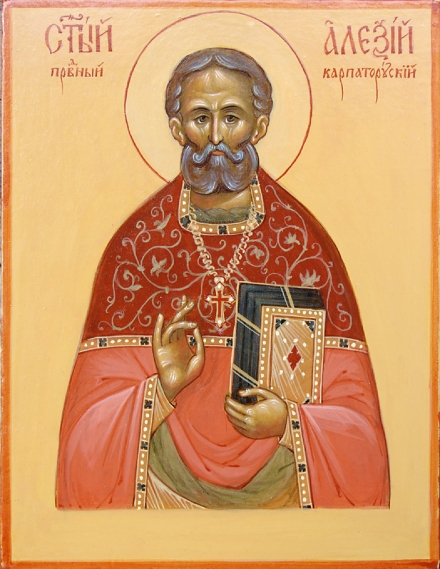
Икона. Святой Алексий Товт, Закарпатье, 2012

О праведне отче Алексие, / небесный наш ходатаю и учителю, / Божественное украшение Христовы Церкве, / Владыце всех молися / Веру Православную во Америце укрепити, / мир вселенней даровати // и душам нашим велию милость.

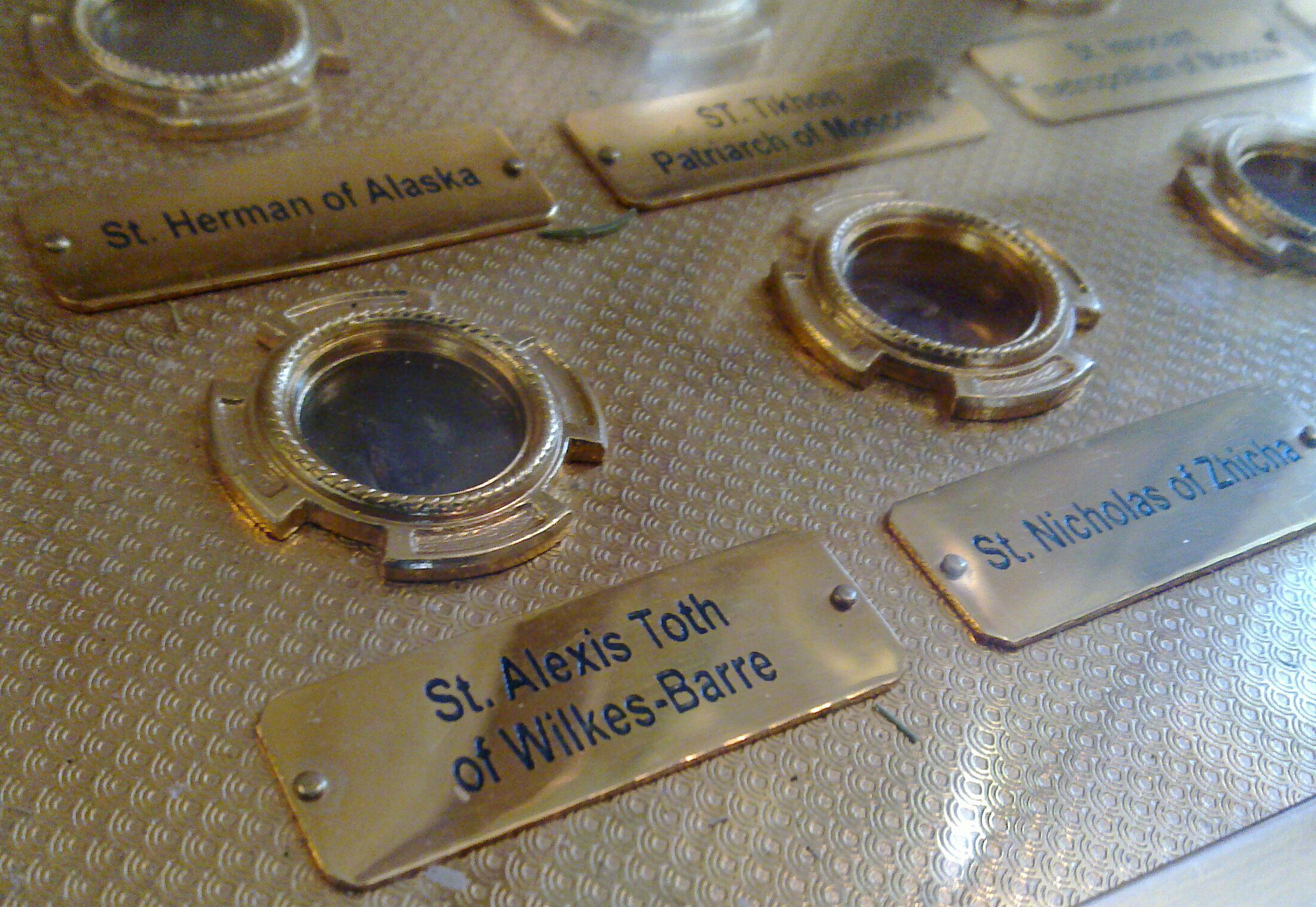
Мощи святого Алексия в московской церкви Святой Екатерины на Всполье

Воспоим, вернии, Алексия пресвитера, / боготечную звезду пресветлую Православия во Америце, / образ терпения и смирения, / пастыря добраго Христова стада. / Яко той воззва заблудшее овча / и провещании своими приведе е к Царствию Небесному.

### Канонизация
В 1916 году, через семь лет после кончины отца Алексия Товта, когда состоялось перезахоронение его тела в специальный склеп у главного храма Тихоновского монастыря, оно было обнаружено нетленным. В 1994 году гроб отца Алексия был открыт ещё раз, и снова его тело нашли нетленным.
31 марта 1994 года был канонизирован решением Священного Синода Православной церкви в Америке с установлением дня памяти 7 мая и включением в Собор всех святых Северной Америки (второе воскресение после Пятидесятницы). Официальные торжества по случаю его прославления состоялись 29-30 мая 1994 года, к 200-летию православия в Америке. В торжествах принимали участие представители Константинопольского и Московского патриархатов, а также Православной церкви Чешских Земель и Словакии.
Его мощи перенесены из склепа за алтарной стеной монастырского храма в раку у иконостаса внутри храма.
В честь святого Алексия были составлены богослужение, тропарь, кондак и акафист.

### Почитание в США
Ещё при жизни отца Алексия перешедшие из грекокатоличества карпатороссы называли его Батько, чего затем не удостаивался ни один из видных продолжателей его дела.
В 2009 году в Православной церкви в Америке праздновалось 100-летие со дня преставления святого Алексия Товта. Особенно святой Алексий почитается в приходах, история которых связана с его миссионерской деятельностью.
В США появляются храмы, посвящённые святому Алексию Товту (в частности, в Константинопольском Патриархате).

### Почитание за пределами США
В 2001 году святой Алексий Товт был прославлен в Соборе Галицких святых в Львовской епархии Украинской православной церкви (день памяти — неделя 3-я по Пятидесятнице). Почитается в Русской и Православной церкви Чешских земель и Словакии.
На Закарпатье организуются православные молодёжные лагеря в честь святого Алексия.

### Распространение святых мощей
Частицы мощей святого Алексия можно встретить не только на территории США, но и в других странах (в России: храм великомученицы Екатерины на Всполье (Москва), на Украине: церковь Святого Георгия Победоносца (Львов)).
Митрополит Герман (Свайко), предыдущий предстоятель Православной церкви в Америке, во время своего официального визита в Православную церковь Чешских земель и Словакии в 2004 году передал частицы мощей святого Алексия нескольким храмам в Чехии и Словакии, преподнёс их также всем архиереям этой Поместной церкви.
Во время своего первого визита в Россию в качестве предстоятеля Православной церкви в Америке митрополит Иона (Паффхаузен) в ознаменование 100-летия преставления святого Алексия 26 апреля 2009 года преподнёс в подарок патриарху Московскому Кириллу икону святого с частицей его мощей.

### Комментарии
1. ↑  В православии святые, прославленные одной поместной церковью, являются святыми и для остальных поместных церквей[4][5]

## Публикации
- Archpriest Alexis Toth: Vol. 1 [Autobiography, Letters and Sermons]. — Minneapolis: Archives of Americans of Russian Descent in Minnesota (AARDM). — 1978. — 83 p.
- Archpriest Alexis Toth: Vol. 2 [Autobiography, Letters and Sermons]. — Minneapolis: Archives of Americans of Russian Descent in Minnesota (AARDM). — 1982. — 83 p.
- Archpriest Alexis Toth: Letters, Articles, Papers & Sermons. — Minneapolis: Archives of Americans of Russian Descent in Minnesota (AARDM). Vol. 1-4. — 1978—1988